# Ривервью-плаза
Ривервью-плаза (Riverview Plaza, также известен как Wuhan Tiandi) — многофункциональный высотный комплекс, расположенный в деловом центре китайского города Ухань. Состоит из сверхвысокого офисного небоскрёба, пяти башен пониже и торгового подиума. 
Планировщиком комплекса выступила американская фирма Skidmore, Owings & Merrill; архитекторами трёх офисных башен второй очереди выступили фирмы Pelli Clarke & Partners и P & T Group, а также Уханьский архитектурный институт, застройщиком — компания China Construction Eighth Engineering, владельцем является шанхайский оператор недвижимости Shui On Land. 
По состоянию на 2024 год башня 1 Corporate Avenue являлась 3-м по высоте зданием города, 28-м по высоте зданием Китая, 36-м — Азии и 55-м — мира. 

## Структура
- 73-этажная офисная башня 1 Corporate Avenue или Riverview Plaza A1 (376 м) была построена в 2013—2021 годах[3][4].
- 34-этажная офисная башня Riverview Plaza A3 (186 м) была построена в 2013—2016 годах[5].
- 27-этажная офисная башня Riverview Plaza A2 (156 м) была построена в 2013—2016 годах[6].
- 45-этажная жилая башня Wuhan Tiandi Residential Tower A11 (154 м) была построена в 2011 году[7].
- 45-этажная жилая башня Wuhan Tiandi Residential Tower A12 (154 м) была построена в 2011 году[8].
- 31-этажная офисная башня Wuhan Tiandi Office Tower (136 м) была построена в 2011 году[9].
- 4-этажный торговый центр Horizon объединяет магазины, кафе, рестораны, детскую площадку и открытый сад на крыше.